# Miriam Blasco
Miriam Blasco Soto (Valladolid, 12 dicembre 1963) è un'ex judoka spagnola.

## Palmarès
Olimpiadi
- 1 medaglia:
  - 1 oro (56 kg a Barcellona 1992).